# Podzemní kryt Šárka
Podzemní kryt Šárka v Liboci v Praze se nachází v západní části přírodního parku Šárka-Lysolaje přibližně 1 km západně od konečné tramvají Divoká Šárka při žluté turistické trase. Je ve správě Českého svazu ochránců přírody a slouží jako zimoviště netopýrů.

## Historie
Chodbový kryt byl v pískovci vyražen během 2. světové války. Vznikl v roce 1943 jako zabezpečení plánovaného polního letiště, k jehož výstavbě nikdy nedošlo. Po roce 1989 byl vyklizen a vstupy uzavřeny; jeden vchod byl zazděn a na vnější straně zasypán, na druhý osazeny uzamykatelné dveře.

## Popis
Podzemní prostory tvoří dvě chodby ústící na povrch, které jsou vzájemně propojeny příčnými chodbami. Za levou hlavní chodbou na jejím nejvzdálenějším místě je chodba, která stoupá na povrch; její ústí je zavalené.